# Chikkaballapur (Distrikt)
Der Distrikt Chikkaballapur (Kannada: ಚಿಕ್ಕಬಳ್ಳಾಪುರ ಜಿಲ್ಲೆ) ist ein Distrikt des indischen Bundesstaates Karnataka. Verwaltungszentrum ist die namensgebende Stadt Chikkaballapur.

## Geografie

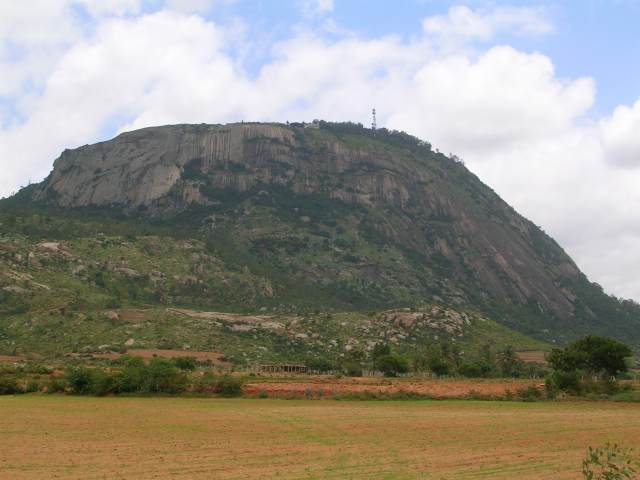
Nandi Hills

Der Distrikt Chikkaballapur liegt im Südosten Karnatakas an der Grenze zum Bundesstaat Andhra Pradesh. Nachbardistrikte sind Kolar im Südosten, Bengaluru Rural im Süden, Tumakuru im Westen (alle gehören zu Karnataka) sowie in Andhra Pradesh Anantapur im Norden und Chittoor im Osten.
Der Distrikt Chikkaballapur hat eine Fläche von 4.209 Quadratkilometern. Das Distriktgebiet besteht aus einer Hochebene im südlichsten Teil des Dekkan-Plateaus, aus der vereinzelte Ausläufer der Ostghats herausragen. Die markanteste Erhebung sind die rund zehn Kilometer südlich der Distrikthauptstadt Chikkaballapur gelegenen Nandi Hills (auch bekannt als Nandidurg), deren höchster Gipfel eine Höhe von 1.478 Metern über dem Meeresspiegel erreicht. Bei den Nandi Hills entspringen die Flüsse Palar und Ponnaiyar, die beide in den Golf von Bengalen fließen.
Der Distrikt Chikkaballapur ist in die sechs Taluks Bagepalli, Chikkaballapur, Chinthamani, Gauribidanur, Gudibanda und Sidlaghatta unterteilt.

## Geschichte
Während der britischen Kolonialzeit gehörte das Gebiet des heutigen Distrikts Chikkaballapur zum Distrikt Kolar des Fürstenstaates Mysore. Nachdem sich Mysore nach der indischen Unabhängigkeit der Indischen Union angeschlossen hatte, wurde das Gebiet von Chikkaballapur 1956 zu einem Teil des nach den Sprachgrenzen des Kannada neugebildeten Bundesstaates Mysore (1973 umbenannt in Karnataka). 2007 spaltete sich der Distrikt Chikkaballapur als eigenständiger Distrikt von Distrikt Kolar ab.

## Bevölkerung
Bei der indischen Volkszählung 2011 hatte der Distrikt Chikkaballapur 1.255.104 Einwohner. Im Vergleich zur letzten Volkszählung 2001 war die Einwohnerzahl um 9,2 Prozent und damit langsamer als im Mittel des Bundesstaates (15,7 Prozent) gewachsen. Die Bevölkerungsdichte lag mit 296 Einwohnern pro Quadratkilometer unter dem Durchschnitt Karnatakas (319 Einwohner pro Quadratkilometer). 22,4 Prozent der Einwohner des Distrikts Chikkaballapur lebten in Städten. Der Urbanisierungsgrad war damit niedriger als im Mittelwert des Bundesstaates (38,6 Prozent). Auch die Alphabetisierungsquote lag mit 69,8 Prozent unter dem Durchschnitt Karnatakas (76,1 Prozent). 12,5 Prozent der Einwohner des Distrikts wurden als Angehörige der registrierten Stammesbevölkerung (schedules tribes) klassifiziert. Angehörige registrierter Kasten (scheduled castes) machten 24,9 Prozent der Bevölkerung aus.